# 岡山青年師範学校
| 岡山青年師範学校 （岡山青師） | 岡山青年師範学校 （岡山青師） |
| ----------------------------- | ----------------------------- |
| 創立                          | 1944年                        |
| 所在地                        | 岡山県倉敷市                  |
| 初代校長                      |                               |
| 廃止                          | 1951年                        |
| 後身校                        | 岡山大学                      |
| 同窓会                        |                               |

岡山青年師範学校 （おかやませいねんしはんがっこう） は、1944年 （昭和19年） に設立された青年師範学校である。

## 概要
- 1922年 （大正11年） 設立の岡山県実業補習学校教員養成所を起源とする。
- 1944年（昭和19年）、岡山県立青年学校教員養成所 （1935年（昭和10年）設立）・岡山県立女子青年学校教員養成所 （1936年（昭和11年）設立） の統合・官立移管により岡山青年師範学校となった。
- 第二次世界大戦後の学制改革で新制岡山大学教育学部の前身の一つとなった。

## 沿革
前史（男子部）
- 1922年（大正11年）4月 - 岡山県高松農学校[1] に「岡山県実業補習学校教員養成所」が併設される。
  - 吉備郡高松町原古才 （現・岡山市北区高松原古才） に所在。初代所長に森山賢三が就任。
- 1935年（昭和10年）4月 -  「岡山県立青年学校教員養成所」と改称 （本科2年制）。
- 1939年（昭和14年）3月 - 上道郡角山村の三徳塾（現・岡山市東区竹原、岡山県立青少年農林文化センター三徳園）に移転。

前史（女子部）
- 1924年（大正13年）4月 - 岡山県女子師範学校 （岡山市西中山下、現・北区蕃山町） に「岡山県女子実業補習学校教員養成所」が併設される。
- 1936年（昭和11年）4月 - 「岡山県立女子青年学校教員養成所」と改称。

正史（岡山青年師範学校）
- 1944年（昭和19年）4月 - 岡山県立青年学校教員養成所と女子青年学校教員養成所を倉敷市日吉町に統合・官立（国立）移管し、官立「岡山青年師範学校」が設置される。
  - 本科3年制を設置。
- 1947年（昭和22年）4月 - 学制改革（六・三制の実施）に伴い、附属青年学校を附属の新制中学校に転換。
- 1948年（昭和23年）4月 - 学制改革（六・三・三制の実施）に伴い、附属高等学校 （昼間部定時制、修業年限4ヶ年）を設置。
- 1949年（昭和24年）5月31日 - 新制岡山大学の発足に伴い、岡山師範学校とともに、教育学部の母体として包括され「岡山大学岡山青年師範学校」となる。
  - 青年師範学校としての生徒募集は停止される。旧制時代に入学した生徒のために、その卒業までは青年師範学校は存続されることとなる。
- 1950年（昭和25年）4月 - 岡山市津島の岡山大学教育学部内に移転。
- 1951年（昭和26年）3月31日 - 最後の卒業生を送り出し、岡山青年師範学校が廃止される。
  - 附属中学校は岡山市門田の岡山大学教育学部附属中学校に統合された。
  - 附属高等学校は岡山大学教育学部附属高等学校となった （1952年（昭和27年）3月に廃止）[2]。

## 歴代校長
- 校長： 難波得二郎 （1945.1946）
- 校長： 林礼二郎 （ ? - 1949年5月）
  - 広島大学三原分校主事に転じた。
- 校長： 坂元彦太郎 （1949年5月 - 1951年3月）
  - 新制岡山大学教育学部 初代学部長

## 校地の変遷と継承
官立岡山青年師範学校は前身諸校の校地を引き継がず、倉敷市日吉町の新校地で発足した。新制岡山大学教育学部発足後の1950年、岡山市津島の同学部内に移転した。倉敷日吉町の旧校地は、現在は倉敷市立西中学校の校地となっている。

## 関連書籍
- 岡山大学創立50周年記念事業委員会・記念誌編纂専門委員会（編）　『岡山大学50年小史』　岡山大学、1999年3月、26頁-28頁。
- 岡山大学二十年史編さん委員会（編）　『岡山大学二十年史』　岡山大学、1969年11月、73頁-74頁・194頁-203頁。